# Guillaume Rouby de Cals
Guillaume Rouby de Cals (Saissac, 21 novembre 1733 – 28 luglio 1807) è stato un imprenditore ed economista francese.

## Biografia
Di origine francese, si trasferì nel Ducato di Parma nel 1756, chiamato dal ministro riformatore Guillaume du Tillot per collaborare all'amministrazione finanziaria del ducato.
Svolse le funzioni di segretario particolare di Du Tillot e dal 1769 fu direttore di una fabbrica di tessuti di panni di lana ad uso dell'esercito e della Casa Reale a Borgo San Donnino (odierna Fidenza), che arrivò ad impiegare oltre 150 operai.
L'opera dell'illuminato ministro du Tillot fu interrotta nel 1771 e nel 1774 anche la fabbrica diretta da Rouby de Cals dovette chiudere, in quanto, cambiata radicalmente la linea politica, il Ducato riprese ad ordinare i tessuti all'estero.
Guillaume Rouby de Cals non poté continuare quindi la sua carriera a corte in quanto precedentemente vicino a du Tillot, ma ebbe nuovamente un incarico dirigenziale per l'amministrazione delle finanze a Piacenza, incarico che ricoprì per tutta la sua vita, che si concluse probabilmente nel 1805.
Nel 1761 aveva sposato a Parma Maria Virginia Beretta, lombarda dei nobili di Torre Beretti, la coppia ebbe 4 figli, due maschi e due femmine.
L'attuale discendenza deriva dal secondogenito Giuseppe Sante Baldassarre Simone, nato a Parma nel 1766, anch'egli alto funzionario delle finanze del Ducato e revisore dei conti della società di aristocratici che costruì nel 1803-04 il Teatro dell'Opera di Piacenza.
Sposò Chiara Maria Giovanna Guani, dei nobili genovesi dal 1200, ramo di Torriglia, figlia di Giacomo Filippo.